# Арсеньевское сельское поселение
Арсе́ньевское се́льское поселе́ние — муниципальное образование в Нанайском районе Хабаровского края Российской Федерации. Образовано в 2004 году. 
Административный центр — село Арсеньево.

## Население
| 2010 | 2011 | 2012 | 2013 | 2014 | 2015 | 2016 |
| ---- | ---- | ---- | ---- | ---- | ---- | ---- |
| 422  | →422 | ↗429 | ↗430 | ↘419 | ↘399 | ↘390 |
| 2017 | 2018 | 2019 | 2020 | 2021 |      |      |
| ↘361 | ↗367 | ↗380 | ↘370 | ↘336 |      |      |

## Населённые пункты
| № | Населённый пункт | Тип  | Население |
| - | ---------------- | ---- | --------- |
| 1 | Арсеньево        | село | ↘295      |
| 2 | Уни              | село | ↘41       |